# Дискография Bloodrock
Bloodrock — американская группа из города Форт-Уэрт, штат Техас, игравшая в стилях хард-рок и прогрессивный рок (позднее творчество). Группа записала 6 студийных и 1 концертный альбом, а также выпустила 9 синглов и 4 сборника.
Группа была основана в 1969 году Джимом Ратледжем (вокал, ударные), Ли Пикенсом (соло-гитара), Ником Тейлором (ритм-гитара, бэк-вокал), Стиви Хиллом (клавишные, бэк-вокал) и Эдом Гранди (бас-гитара, бэк-вокал). После записи первого альбома к группе присоединился барабанщик Рик Кобб, чтобы Ратледж мог сосредоточиться на вокале. 
Наибольшим успехом группы является второй альбом, Bloodrock 2, занявший 21 место в Billboard 200. Успеху альбома также способствовал успех сингла «D.O.A.», который добрался до 36 позиции в Billboard Hot 100.
3 января 1990 года альбому был присвоен статус «золотого».
После выпуска четырех студийных альбомов Ратледж и Пикенс покинули группу. На замену Ратледжу пригласили Уоррена Хэма и состав сократили до квинтета. Последние два альбома группы, Passage и Whirlwind Tongues характеризуются сменой стиля. Группа перестала играть хард-рок и перешла к исполнению прогрессивного рока. В 1974 году, после очередных изменений в составе, группа распалась, так и не закончив работу над альбомом Unspoken Words. Лишь в 2000 году, неизданные песни с альбома были включены в сборник Triptych.
В 2005 году классический состав Bloodrock, включающий в себя Джима Ратледжа, Ли Пикенса, Стиви Хилла, Ника Тейлора и Эда Гранди вместе с барабанщиком Крисом Тейлором, заменившим Рика Кобба, дал единственный концерт в Форт-Уэрте. Концерт был снят и выпущен на DVD под названием Another Amazing Adventure: The Bloodrock Reunion Concert.

## Студийные альбомы
| 1970                                                          | Bloodrock - Релиз: Март 1970 - Лейбл: Capitol Records            | 160 |             |
| 1970                                                          | Bloodrock 2 - Релиз: Октябрь 1970 - Лейбл: Capitol Records       | 21  | US: Золотой |
| 1971                                                          | Bloodrock 3 - Релиз: Апрель 1971 - Лейбл: Capitol Records        | 27  |             |
| 1972                                                          | Bloodrock U.S.A. - Релиз: Март 1972 - Лейбл: Capitol Records     | 88  |             |
| 1972                                                          | Passage - Релиз: Ноябрь 1972 - Лейбл: Capitol Records            | 104 |             |
| 1974                                                          | Whirlwind Tongues - Релиз: Февраль 1974 - Лейбл: Capitol Records | —   |             |
| Символ «—» означает, что альбом не участвовал в данном чарте. |                                                                  |     |             |

## Концертные альбомы
| Год  | Альбом                                                    | Позиции в чартe US | Сертификации |
| ---- | --------------------------------------------------------- | ------------------ | ------------ |
| 1972 | Bloodrock Live - Релиз: Май 1972 - Лейбл: Capitol Records | 67                 |              |

## Сборники
| Год  | Альбом                                                         | Комментарий |
| ---- | -------------------------------------------------------------- | --- |
| 1972 | Hitroad - Релиз: 1972 - Лейбл: Music for Pleasure              | Сборник был выпущен только в Германии. На нем представлены песни с первых пяти альбомов группы.                                |
| 1975 | Bloodrock ’N’ Roll - Релиз: Июль 1975 - Лейбл: Capitol Records | На сборнике представлены песни с первых трех альбомов группы.                                                                  |
| 1989 | DOA - Релиз: 1989 - Лейбл: Capitol Records                     | |
| 2000 | Triptych - Релиз: 12 сентября 2000 - Лейбл: One Way Records    | На сборнике представлены два последних альбома группы, а также неизданные ранее песни с незаконченного альбома Unspoken Words. |

## Синглы
| Год  | Сингл                       | Позиции в чартe US | Альбом           |
| ---- | --------------------------- | ------------------ | ---------------- |
| 1970 | «Fatback»                   | —                  | Bloodrock        |
| 1971 | «D.O.A.»                    | 36                 | Bloodrock 2      |
| 1971 | «Children’s Heritage»       | —                  | Bloodrock 2      |
| 1971 | «A Certain King»            | —                  | Bloodrock 3      |
| 1971 | «Jessica»                   | —                  | Bloodrock 3      |
| 1972 | «Rock & Roll Candy Man»     | —                  | Bloodrock U.S.A. |
| 1972 | «Erosion»                   | —                  | Bloodrock U.S.A. |
| 1972 | «Help Is on the Way»        | —                  | Passage          |
| 1972 | «Thank You Daniel Ellsberg» | —                  | Passage          |

## Видео
| Год  | Альбом                                                                                          | Комментарий                                                                       |
| ---- | ----------------------------------------------------------------------------------------------- | --------------------------------------------------------------------------------- |
| 2005 | Another Amazing Adventure: The Bloodrock Reunion Concert - Релиз: 2005 - Лейбл: ? - Формат: DVD | Запись реюнион-концерта Bloodrock, состоявшегося 12 марта 2005 года в Форт-Уэрте. |